# Trichophysetis crocoplaga
Trichophysetis crocoplaga là một loài bướm đêm trong họ Crambidae.